# Володин, Григорий Григорьевич
Григорий Григорьевич Володин — советский писатель, прозаик. Член союза писателей.

## Биография
Родился в 1918 году в селе Калмыцкая Балка.
Участвовал в Великой Отечественной войне. Жил в Донецке.
В 1957 году выпустил фантастическую повесть «Синий луч».
В 1967 году вышел сборник очерков из истории Донецкого ордена Ленина металлургического завода имени В. И. Ленина, над которыми автор работал с 1964 по 1967 год.
В 1982 году выпустил роман «Дикое поле» о событиях 1917—1918 годов в Донбассе. Действие романа происходит в городе Юровка (искаженное название Юзовки)

### Произведения Володина
- Володин Г. Г. Синий луч. — Киев: Молодь, 1957. — 118 с. — 215 000 экз.
- Володин Г. Г. Синий луч [повести]. — Сталинское областное издательство, 1958. — 208 с. — 100 000 экз.
- Володин Г. Г. Зоревой Донец. — Киев, 1960.
- Володин Г. Г. По следам истории. Очерки из истории Донецкого ордена Ленина металлургического завода имени В. И. Ленина. — Донецк: Донбасс, 1967. — 352 с. — 20 000 экз.
- Володин Г. Г. Дикое поле. — Донецк: Донбасс, 1982. — 160 с. — 15 000 экз.
- Володин Г. Г. Бирючья коса. — Рядянський письменник, 1979. — 200 с. — 30 000 экз.
- В действующей армии : Роман / Григорий Володин; [Худож. В. А. Радько] 239 с. ил. 20 см Киев Рад. письменник 1985
- Возвращение : Роман / Григорий Володин 284,[2] с. ил. 21 см Киев Рад. письменник 1990
- Совесть : Роман : В 3 ч. / Григорий Володин 685,[2] с., [1] л. портр. 21 см Донецк Донбас 1988
- Человеку нужен лебедь : Рассказы, повести / [Худож. Н. Н Капуста] 287 c. ил. 21 см. Донецк Донбасс 1978